# Cyclomylus
Cyclomylus és un gènere extint de mamífer rosegador de la família de les rates talp (o, segons altres classificacions, dels tsaganòmids) que visqué a l'Àsia oriental durant l'Oligocè, fa entre 23 i 33,9 milions d'anys. Se n'han trobat restes fòssils al Kazakhstan, Mongòlia i la Xina. Eren petits en comparació amb els seus parents propers del gènere Tsaganomys. A més a més, tenien el crani més estret i, pel que fa a les proporcions generals, com el de Bathyergus. El patró apical de les dents molars era semblant al de Tsaganomys, però amb les corones més baixes.